# Schwielochsee
Schwielochsee är en kommun i Landkreis Dahme-Spreewald i förbundslandet Brandenburg i Tyskland. Kommunen bildades den 26 oktober 2003 genom en sammanslagning av de tidigare kommunerna Goyatz, Jessern, Lamsfeld-Groß Liebitz, Mochow, Ressen-Zaue och Speichrow. och kommunen ingår i kommunförbundet Amt Lieberose/Oberspreewald.